# Lego Belville
Lego Belville (des mots belle et ville) est une gamme du jouet de construction Lego orientée pour les filles créée en 1994 et qui a duré jusqu'en 2009. Les autres gammes orientées pour les filles qui lui ont succédé et précédé sont Paradisa (1991-1997), Scala (1997-2001) et Friends depuis 2012.

## Thématiques
Conçu pour les filles[réf. nécessaire], Lego Belville a pour minifigs des mini-poupées plus grandes que les figurines habituelles auxquelles on peut ajouter des vêtements. Les pièces sont aussi plus imposantes, plus grandes, pour que le tout soit facile à construire[réf. nécessaire]. Les coloris tournent autour du rose et du violet, toujours pour attirer le jeune public féminin[réf. nécessaire].
En eux-mêmes, les ensembles sont soit tirés de contes de fées soit de scènes de la vie réelle.